# Piper protractum
Piper protractum är en pepparväxtart som beskrevs av C. Dc.. Piper protractum ingår i släktet Piper och familjen pepparväxter. Inga underarter finns listade i Catalogue of Life.